# Michail Iwanowitsch Glinka

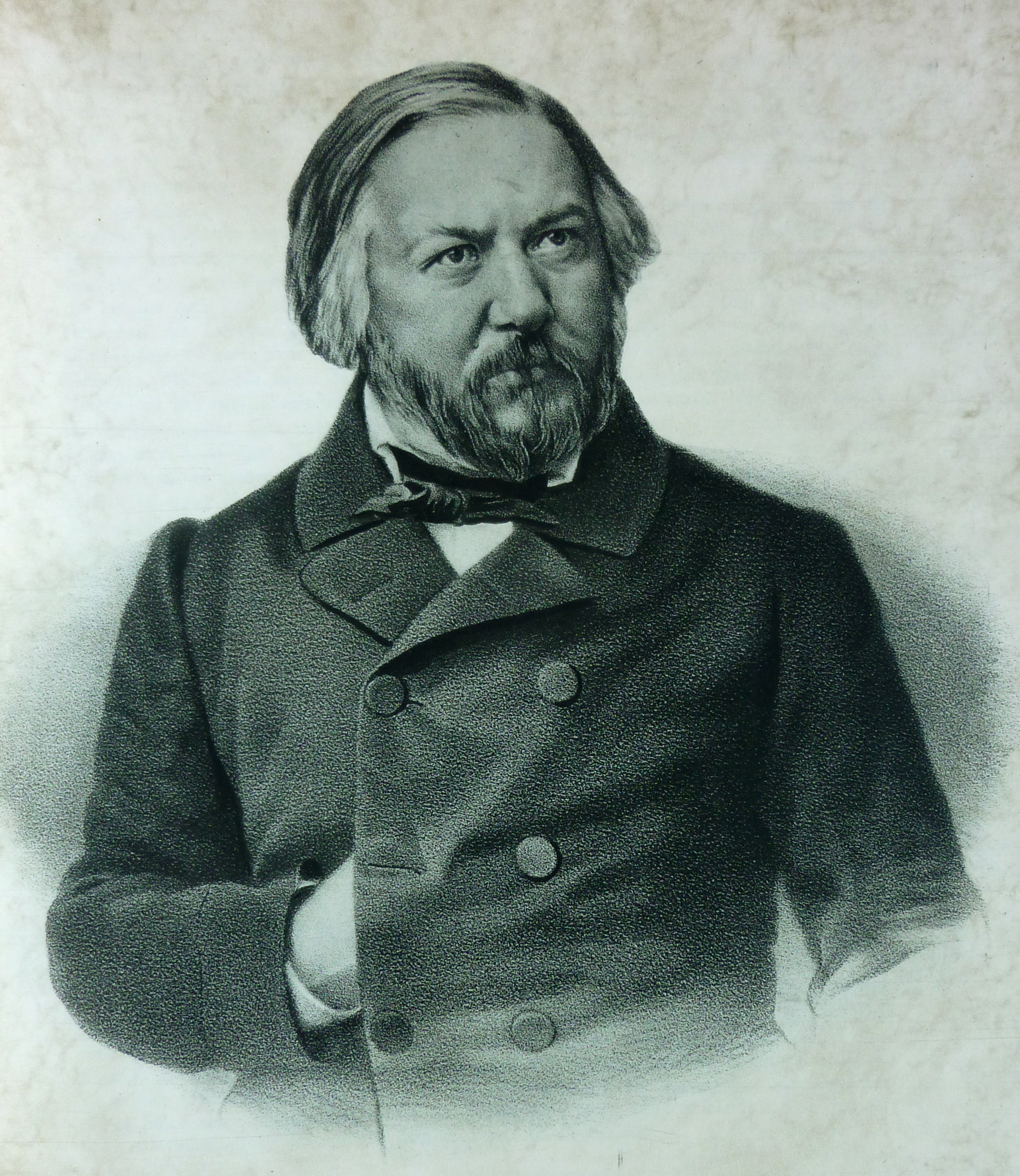
Michail Glinka

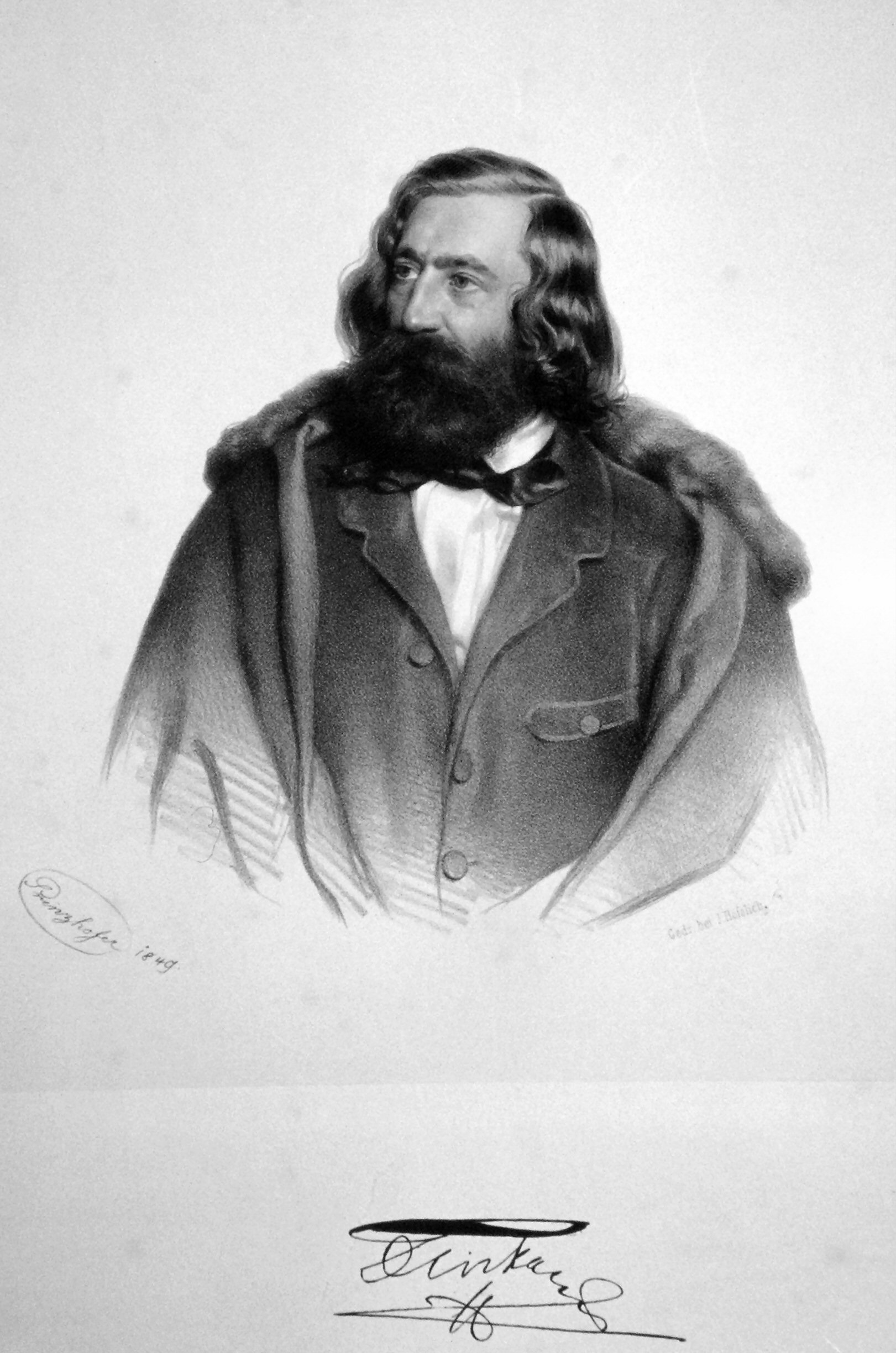
Lithographie von August Prinzhofer, 1849

Michail Iwanowitsch Glinka (russisch Михаи́л Ива́нович Гли́нка, wissenschaftliche Transliteration Michail Ivanovič Glinka; auch Mikhail Glink; * 20. Maijul. / 1. Juni 1804greg. in Nowospasskoje, Gouvernement Smolensk, Russisches Kaiserreich; † 3.jul. / 15. Februar 1857greg. in Berlin) war ein russischer Komponist. Er gilt als Schöpfer einer eigenständigen klassischen Musik Russlands.

## Leben
Michail Glinka wurde in dem Dorf Nowospasskoje bei Smolensk als Sohn eines Adligen geboren. Seine ersten sechs Lebensjahre verbrachte er im überheizten Raum seiner Großmutter väterlicherseits, die ihn von allen äußerlichen Eindrücken abzuschirmen versuchte. So beschränkten sich seine ersten musikalischen Eindrücke auf den Vogelgesang im Garten seiner Familie, die Lieder seines Kindermädchens und die durchdringend lauten Kirchenglocken, für welche die Region Smolensk berühmt war. Nach dem Tode seiner Großmutter 1810 kam er in die Obhut seiner Eltern und hatte endlich die Möglichkeit, andere Musik zu hören. Als er nach etwa vier Jahren ein Klarinettenquartett des finnischen Klarinettisten Bernhard Henrik Crusell hörte, weckte dieses Erlebnis sein Interesse für die Musik. Zusätzlich beeinflusste ihn die russische Volksmusik eines Blasorchesters, die er bei mittäglichen Festen hörte. Ein Violinist aus der Musikgruppe seines Onkels erteilte ihm erste Unterweisungen im Violinspiel.

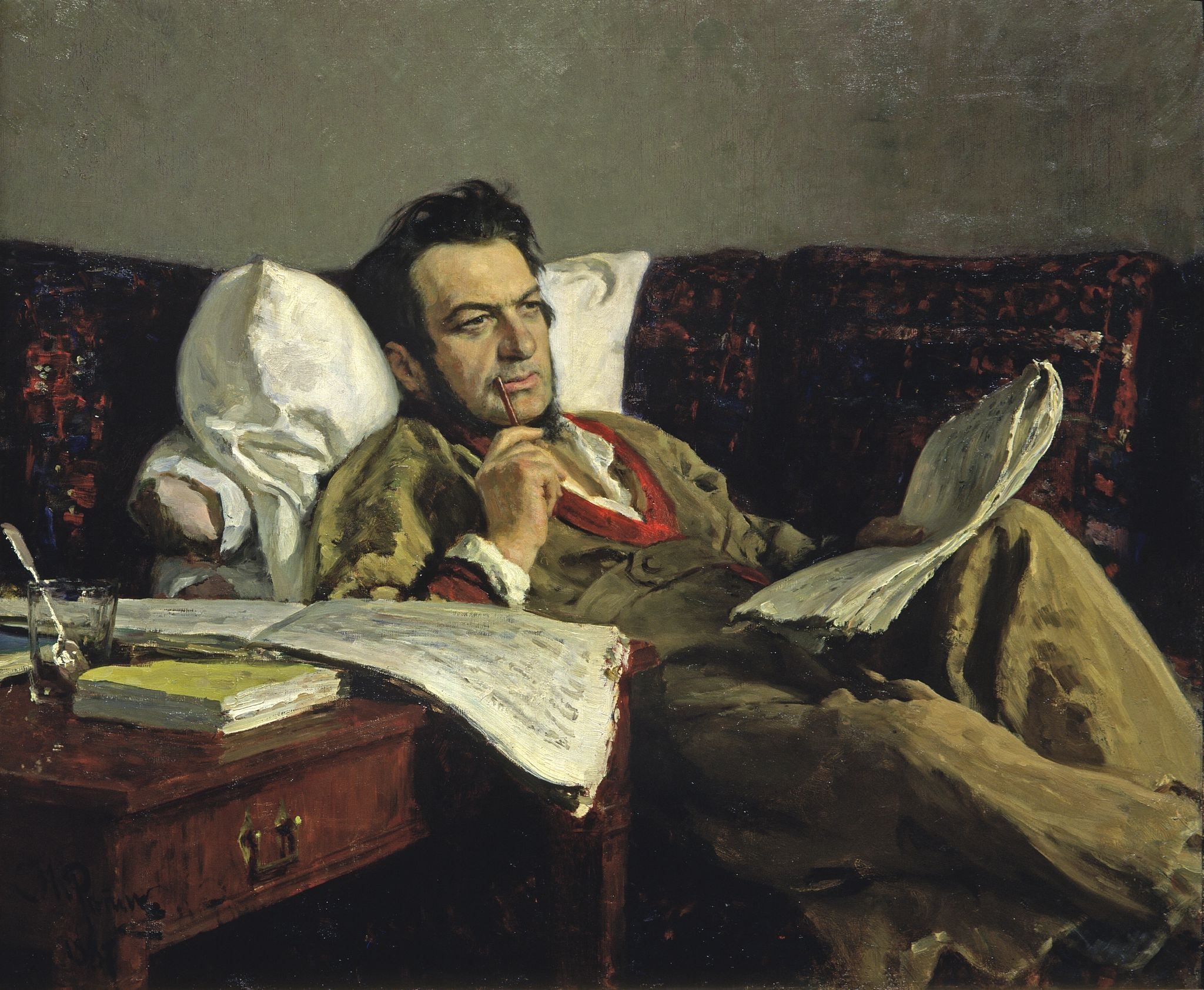
Michail Glinka, Gemälde von Ilja Repin

Um 1817 begann er am Adelsinstitut von Sankt Petersburg zu studieren. Er nahm drei Klavierstunden beim irischen Komponisten John Field, und bei einem Treffen mit Johann Nepomuk Hummel auf dessen Russlandreise hinterließ er bei diesem einen positiven Eindruck. 1823 unternahm er eine Reise in den Kaukasus, wo ihn die Naturschönheiten und lokalen Gebräuche faszinierten, kehrte für ein halbes Jahr an seinen Geburtsort zurück und übernahm nach seiner Rückkehr nach St. Petersburg 1824 eine anspruchslose Stelle als Untersekretär im Verkehrsministerium. In seiner Freizeit erweiterte er seinen Bekannten- und Freundeskreis. Der Dichter und Literat Wilhelm Küchelbecker, der nach dem Aufstand der Dekabristen am 14. Dezember 1825 nach Sibirien verbannt wurde, machte Glinka mit dem russischen Nationaldichter Alexander Puschkin bekannt. Glinkas Verbindungen zu dem bekannten Poeten und die politischen Wirren der Zeit beeinflussten das Denken und Handeln des späteren Komponisten. Ab 1830 ging er auf eine Reise nach Italien, wo er drei Jahre lang seine Kenntnisse über die Oper erweitern konnte. Während dieser Zeit studierte er in Neapel und lernte in Mailand Vincenzo Bellini, Gaetano Donizetti und Felix Mendelssohn Bartholdy kennen. 1833 führte er in Berlin weitere Musikstudien bei Siegfried Dehn durch. Als 1834 sein Vater starb, kehrte er nach Russland zurück.
1836 wurde im Petersburger Großen Theater seine Oper Ein Leben für den Zaren (Libretto von Baron Jegor Fjodorowitsch von Rosen) uraufgeführt. Sie war die erste auf Russisch gesungene Oper Russlands, die Klassikerstatus errang. Die Geschichte erzählt von den Heldentaten des Bauern Iwan Sussanin, der in der Zeit der Wirren Anfang des 17. Jahrhunderts gelebt haben soll. Der Legende nach hatte Sussanin polnische Besatzer in unwegsame Wälder geführt, aus denen sie nicht mehr zurückfanden. Kurz darauf wurde er erschlagen.
In Glinkas Nationaloper spielen einfache Menschen wie Bauern die Hauptrolle, was den Angehörigen des Adels nicht gefiel. Nur um nicht den Unmut des Zaren zu erregen, wählte er für sein Werk nicht den Titel Iwan Sussanin, sondern Ein Leben für den Zaren. Die Oper wurde ein großer Erfolg, und Glinka wurde zum Kapellmeister der Petersburger Kapelle berufen.
1842 folgte seine zweite Oper Ruslan und Ljudmila (Libretto von Walerian Schirkow und Nestor Kukolnik), die nach einem Gedicht Alexander Puschkins entstand und sehr volkstümlich gehalten ist. Ab 1844 begab er sich wieder auf Reisen, diesmal nach Paris, wo er sich häufiger mit Hector Berlioz traf, und im nächsten Jahr nach Spanien (Valladolid, Madrid und Sevilla). Hier begeisterte er sich für die traditionelle Musik Spaniens und schrieb seine Erste Spanische Ouvertüre, mit der Jota aragonesa.

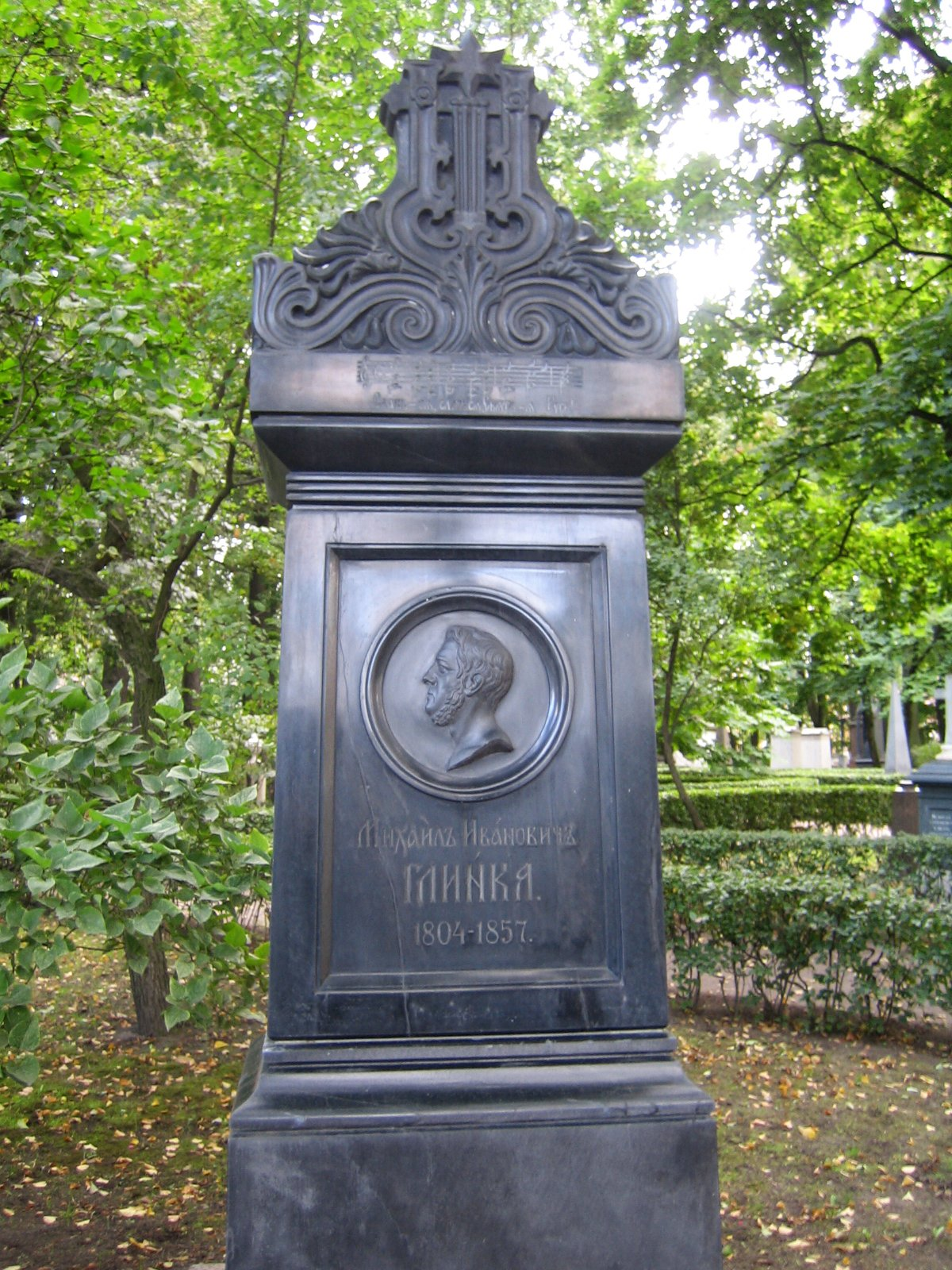
Michail Glinkas Grabstein auf dem Tichwiner Friedhof in St. Petersburg

Nach weiteren Reisen in Polen, wo er Einflüsse von Frédéric Chopin aufnahm, und Frankreich brach er im Mai 1856 zu seiner letzten Reise nach Berlin auf, wo er seine Kontrapunktstudien bei Siegfried Dehn an Werken Johann Sebastian Bachs wieder aufnahm. Nach einem Konzert im Januar 1857, in dem Giacomo Meyerbeer einen Ausschnitt aus Ein Leben für den Zaren dirigierte, erkältete sich Glinka und verstarb drei Wochen später am 15. Februar 1857 in der preußischen Hauptstadt.
Glinka wurde zunächst auf dem Berliner Dreifaltigkeitsfriedhof vor dem Potsdamer Tor bestattet. Jedoch kam es bereits im Mai desselben Jahres zu seiner Umbettung auf den Tichwiner Friedhof am Alexander-Newski-Kloster in Sankt Petersburg. Seine ursprüngliche Grabplatte vom Dreifaltigkeitsfriedhof, die Dehn in Auftrag gegeben hatte, ist heute Teil einer Gedenkstätte für Glinka auf dem Russischen Friedhof in Berlin-Tegel.

## Ehrungen
Die Inschrift einer Gedenktafel in der Französischen Straße 8 in Berlin-Mitte lautet:

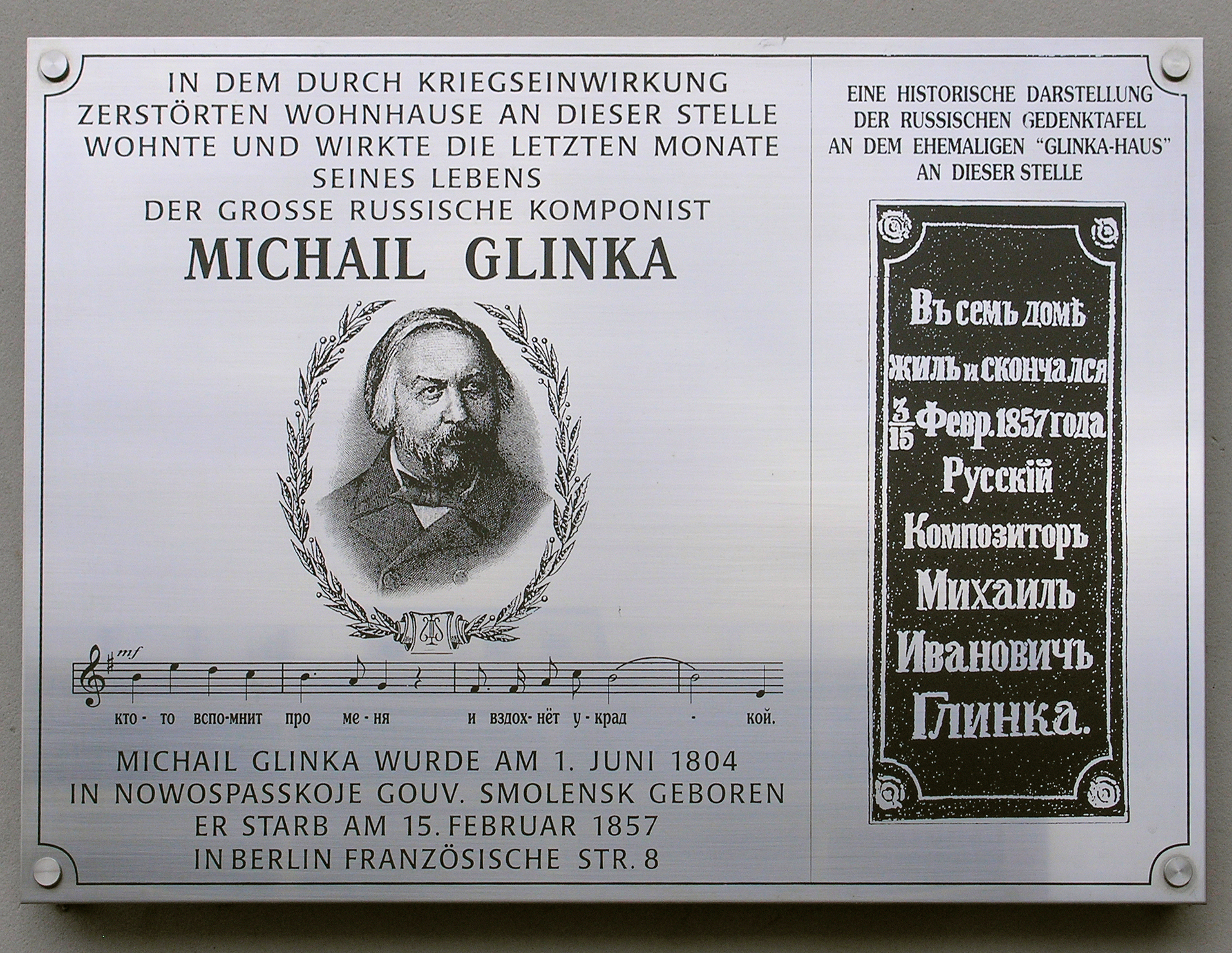
Gedenktafel am Haus Französische Straße 8 in Berlin-Mitte

 IN DEM DURCH KRIEGSEINWIRKUNGEN 
 ZERSTÖRTEN WOHNHAUS AN DIESER STELLE 
 WOHNTE UND WIRKTE DIE LETZTEN MONATE 
 SEINES LEBENS
 DER GROSSE RUSSISCHE KOMPONIST
MICHAIL GLINKA 
- Zu Glinkas Ehren wurden die drei russischen staatlichen Konservatorien in Nischni Nowgorod,[5] Nowosibirsk[6] und Magnitogorsk[7] sowie die Glinkastraße in Berlin-Mitte nach ihm benannt.

## Bedeutung
Um das Ausmaß der Leistungen Glinkas zu begreifen, muss zunächst die musikalische Situation Russlands, in die er hineingeboren wurde, in Betracht gezogen werden. Im Laufe des 18. Jahrhunderts waren Stileinflüsse aus Westeuropa in der russischen Kultur dominierend geworden. Sogar das russische Volkslied war vor fremden Einflüssen nicht gefeit, denn in den Städten entwickelte sich das Stadtlied, wo sich der westliche Einfluss in regelmäßigen Rhythmen und dem verstärkten Gebrauch von Sequenzen bemerkbar machte.
Glinkas wichtigstes Vermächtnis liegt jedoch nicht so sehr in seinen stilisierten Volksliedern, sondern vor allem in seiner ganz persönlichen, sehr russisch geprägten Musiksprache, in der er im Gegensatz zur deutschen Musik auf die zergliedernde und kombinierende Durchführung kleinräumiger Themen verzichtet und stattdessen Variationen von längeren melodischen Phrasen komponiert.
Aufgrund seines stilprägenden Einflusses gilt Glinka als „Vater der russischen Musik“.

## Verhältnis zum Judentum
Glinka schrieb 1840 eine Ouvertüre, drei Lieder und vier Zwischenaktmusiken für die Schauspieltragödie Fürst Cholmski (Knjas Cholmski) von Nestor Kukolnik. Das Schauspiel spielt im Pskow des Jahres 1474 und dreht sich um den Kampf des Fürsten Cholmski gegen den deutschen Schwertbrüderorden von Livland. Darin wird eine jüdische Verschwörung erwähnt, die den Fürsten am Kampf hindern will. Die Tragödie fiel bei der Kritik nach der Premiere im September 1841 am Petersburger Alexandrinski-Theater durch, wurde nach drei Aufführungen abgesetzt und anschließend wenig rezipiert. Glinkas Orchesterstücke wurden 1984 von Jewgeni Swetlanow für das Label Melodija eingespielt. Der amerikanische Musikwissenschaftler Richard Taruskin bezeichnet die Darstellung der jüdischen Figuren in dem Werk als vorteilhaft. Ein Stück, das Glinka später in seinem Zyklus Abschied von Petersburg (Proschtschanie s Peterburgom) verwendete, handelt vom jüdischen Mädchen Rachil, das sich für die Liebe opfert. Glinka notierte später, er habe es für ein jüdisches Mädchen geschrieben, in das er sich 1833 in Berlin verliebt hatte.
In einer CD-Rezension in der New York Times 1997 bezeichnete Taruskin den Komponisten Mili Balakirew als Antisemiten, der gleichzeitig jüdische Lieder geschrieben habe. Diese seien zusammen mit „Jüdischen Liedern“ von dem/den gleichermaßen „zhidophobic“ Modest Mussorgski und Glinka herausgegeben worden. An anderer Stelle verweist Taruskin auf einen Brief Glinkas aus dem Jahr 1855, in dem er den jüdischen Komponisten Anton Rubinstein als „Juden“ bezeichnet (mit der im Wörterbuch von Wladimir Dahl seit 1863 als abwertend konnotierten Bezeichnung „schid“), der durch seine kosmopolitische Position die Autonomie der russischen Musik gefährde. Taruskin betont, dass Glinkas Zeitgenosse Modest Mussorgski seinen Antisemitismus wesentlich stärker zur Schau getragen habe.

## Werke (Auswahl)

### Chorwerke
- Trinklied nach Anton Antonowitsch Delwig, 1829
- Nicht den regelmäßigen Herbstschauer, 1829
- Abschiedslied der Schüler des Jekatarinsky-Instituts, 1840
- Das Trinkspruch-Lied, 1847
- Abschiedslied der Schülerinnen der Gesellschaft für höhere Töchter, 1850
- Der Zopf, 1854
- Gebet in einer schweren Lebenslage, 1855

### Klavierwerke
- Kotillon, 1828
- Finnisches Lied, 1829
- Kavalleristen-Trab, 1829/30
- Motiv aus einem Volkslied

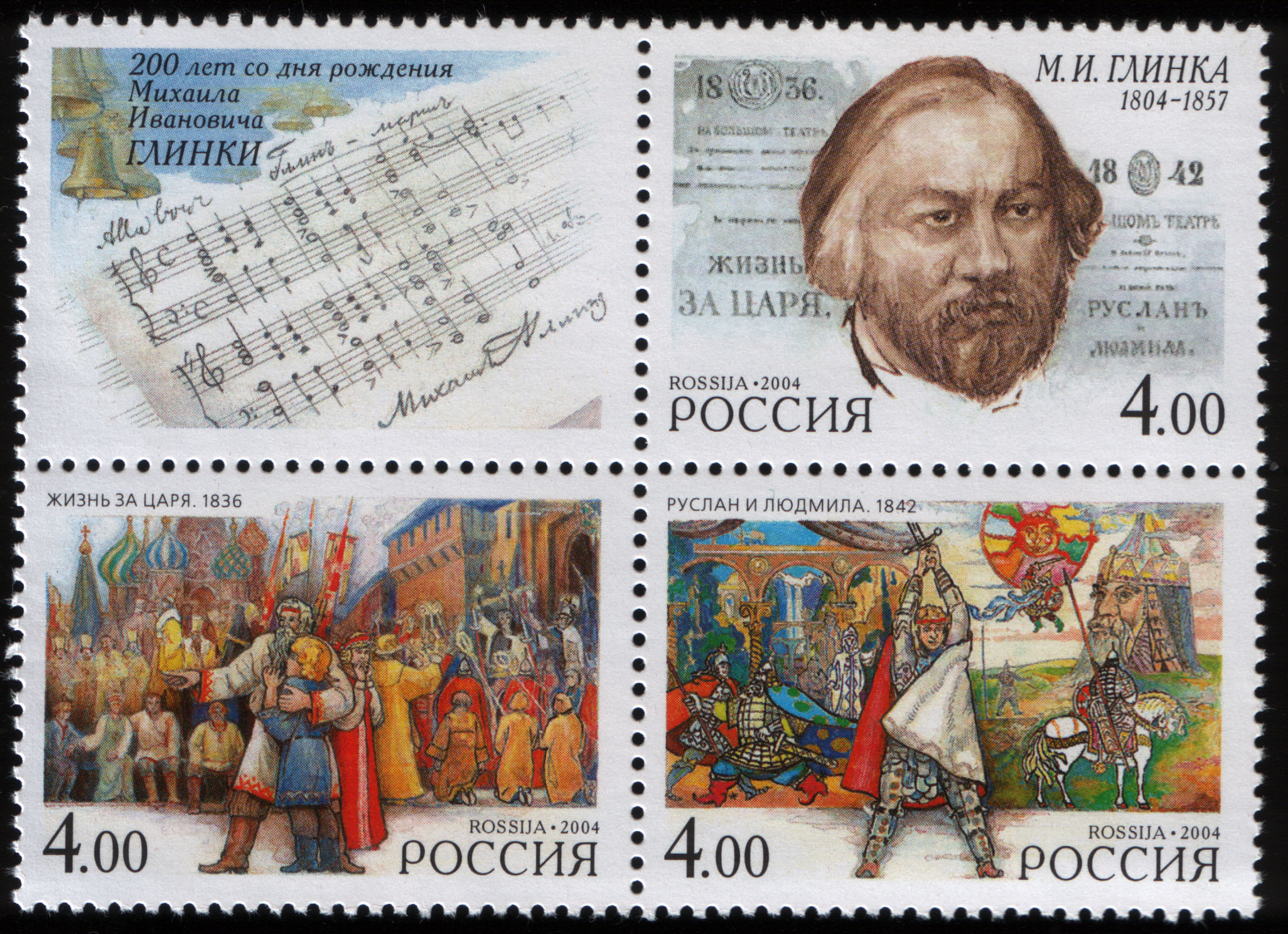
Russische Briefmarkenausgabe zum 200. Geburtstag Glinkas (2004); oben links: Handschrift Гимнъ-маршъ aus Ein Leben für den Zaren, oben rechts: Porträt, unten links: Ein Leben für den Zaren, unten rechts: Ruslan und Ljudmila

- Fantasie über zwei russische Lieder[18]
- Variationen über „Die Nachtigall“ von A. Aljabjew, 1833
- Galoppade, 1838/39
- Bolero, 1840
- Tarantella über ein russisches Volkslied, 1843
- Grüße an mein Heimatland, 1847
- Las mollares (nach einem andalusischen Tanz)
- Leggieramente
- Nocturne «La Séperation»

### Opern
- Ein Leben für den Zaren, 1834–36
- Szene an der Klosterpforte, 1837
- Ruslan und Ljudmila, 1837–42

### Schauspielmusik
- Fürst Cholmski, Ouvertüre, drei Lieder und vier Zwischenaktmusiken für die Schauspieltragödie Князь Холмский von Nestor Kukolnik, 1840[19]

### Kammermusik
- Streichquartett Nr. 2 F-Dur (1830)
- Trio Pathétique für Klarinette (Violine), Fagott (Violoncello) und Klavier (1832)
- Gran Sestetto Originale Es-Dur für Klavier, Streichquartett und Kontrabass (1832, Mailand)
- Sonate für Viola und Klavier in d-Moll (unvollständig) (1835)
- Sextett Es-Dur (1842)

### Orchestermusik
- Andante cantabile und Rondo (1823)
- Kamarinskaja, Scherzo (1848)
- Ouvertüre D-Dur (1822–26)
- Ouvertüre g-Moll (1822–26)
- Spanische Ouvertüre Nr. 1 (Caprice brillant über das Thema der Jota aragonesa) (1845)
- Spanische Ouvertüre Nr. 2 (Souvenir d’une nuit d’été à Madrid) (1848–51)
- Symphonie über zwei russische Themen (1834)
- Polonaise F-Dur auf einem spanischen Bolero-Thema (1855)
- Walzer-Fantasie h-Moll (1839, 1845, 1856)

## Sonstiges

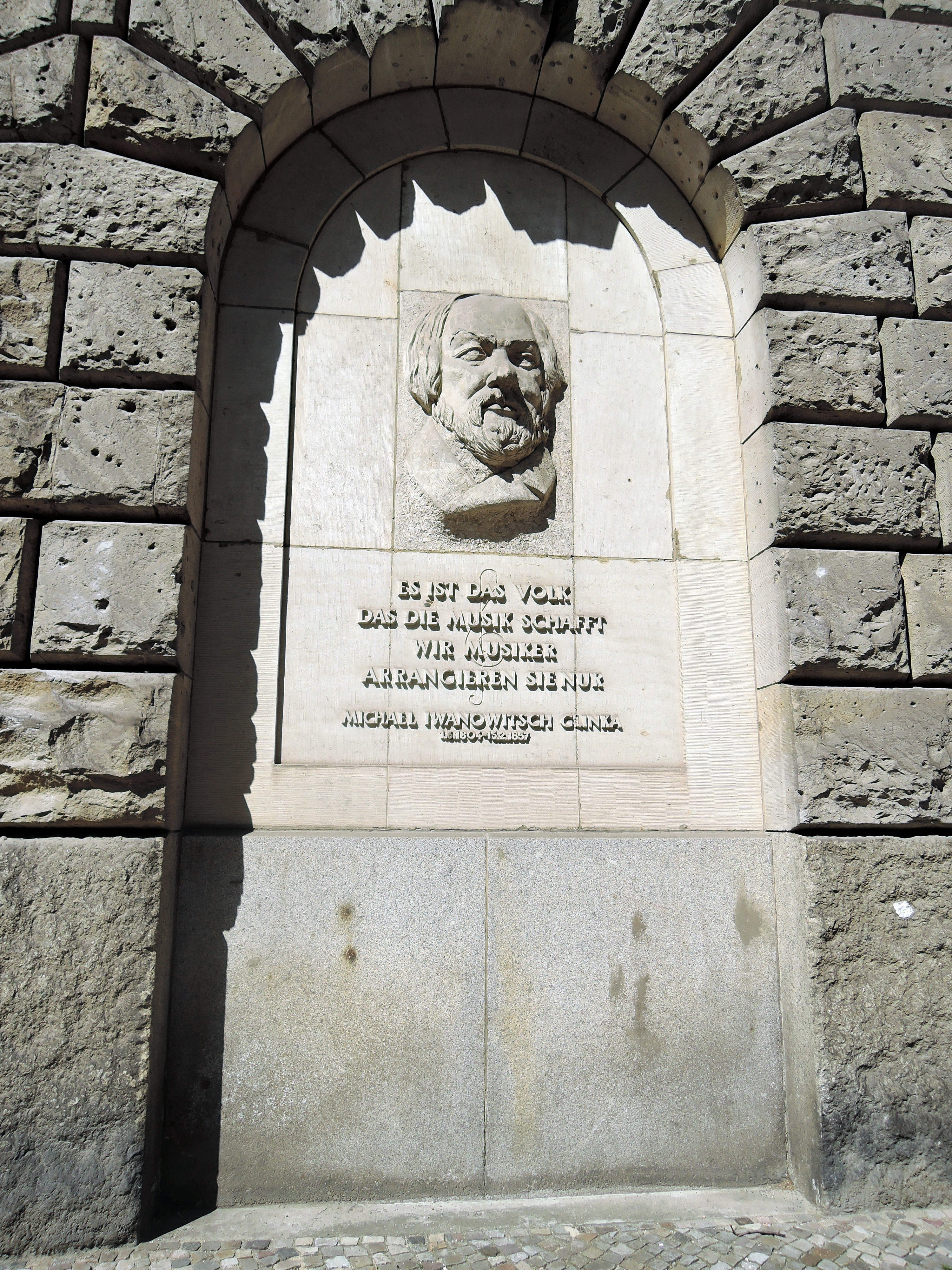
Relief von Mikhail Glinka, Glinkastraße 9–11, Berlin (2017)

Glinkas Klavierkomposition Motif de chant national war unter dem Titel Patriotisches Lied von 1990 bis 2001 Nationalhymne der Russischen Föderation.
Glinkas Werk Slawsja (Sei geehrt) dient seit 1995 als Vorlage für eine der beiden Melodien der Kremlkuranten. Bemerkenswert ist dabei, dass die Glocken der Kuranten nicht ausreichen, um die gesamte Melodie zu spielen. Drei zusätzlich benötigte Töne werden im Moment automatisch erstellt, die fehlenden Glocken befinden sich immer noch in der Produktion.
In Berlin-Mitte gibt es eine Glinkastraße. Dort findet sich ein großes Wandrelief mit dem Kopf Glinkas und dem Ausspruch „Es ist das Volk, das die Musik schafft. Wir Musiker arrangieren sie nur“. Das Relief stammt von der Bildhauerin Olga („Olly“) Waldschmidt. Der am 27. September 1973 entdeckte Asteroid des äußeren Hauptgürtels (2205) Glinka wurde nach ihm benannt. Bereits seit 1961 ist er Namensgeber für die Glinka-Inseln in der Antarktis.